# ガエターノ・ドニゼッティ
ガエターノ・ドニゼッティ（Domenico Gaetano Maria Donizetti [ɡaeˈtaːno donidˈdzetti] ( 音声ファイル), 1797年11月29日 - 1848年4月8日）は、イタリアのベルガモに生れて同地で没したオペラの作曲家。ジョアキーノ・ロッシーニやヴィンチェンツォ・ベッリーニと共に19世紀前半のイタリアを代表するオペラ作曲家として人気を博した。

## 生涯
- 1806年(9歳) - サンタ・マリア・マッジョーレ大聖堂の楽長を務めていたヨハン・ジモン・マイールの慈善音楽院で学ぶ。
- 1815年(18歳) - マイールの尽力でボローニャ音楽院入学。その後、法律家になる事を期待した父親の束縛を逃れる為に軍隊に志願。兵籍のまま作曲を続ける。
- 1822年(25歳) - ナポリのサン・カルロ劇場の支配人ドメニコ・バルバイアと契約を結びナポリに移住。
- 1830年(33歳) - オペラ『アンナ・ボレーナ』を発表し、名声を確立した。
- 1839年(42歳) - オペラ『ポリウト』をナポリで上演しようとしたが検閲官に拒否され、『殉教者』と改題しフランス語によりパリで初演。
- 1842年(45歳) - 3月、ロッシーニの『スターバト・マーテル』のイタリア初演をボローニャで行い、大成功を収める。
- 1844年(47歳) - この頃から梅毒や双極性障害が原因と思われる頭痛や神経性麻痺に見舞われ、1848年に故郷ベルガモに戻り50歳と4ヶ月で没する。

## 作品

### オペラ
オペラは70作品ほど作られたが、現在上演される作品はそれほど多くなく初期作品は未だ日の目を見ないものもある。セリアでは『ランメルモールのルチア』、『アンナ・ボレーナ』、『ルクレツィア・ボルジア』、ブッファでは『愛の妙薬』、『連隊の娘』、『ドン・パスクワーレ』などが人気がある。 悲劇にも喜劇にも代表作が複数列挙できる、比較的数の少ないタイプの作家である（他には、リヒャルト・シュトラウス、再評価後のロッシーニなど）。
- ピグマリオン 1816年（習作、1960年10月13日初演）
- アキレスの怒り 1817年（習作、未上演）
- ブルゴーニュのエンリーコ 1818年
- ばかげた行い 1818年（紛失）
- ロシア大帝ピョートル 1819年
- 村の結婚式 1821年
- グラナダのゾライーダ 1822年
- ジンガラ（ジプシーの女） 1822年
- 匿名の手紙 1822年ナ
- キアラとセラフィナ 1822年
- アルフレッド大王 1823年
- 幸福な間違い 1823年
- 当惑した家庭教師 1824年
- リヴァプールのエミリア 1824年
- グラナダのアラホール 1826年
- エルヴィーダ 1826年
- ヴェルジーのガブリエッラ 1826年（未上演、1838年改訂）
- オリーヴォとパスクワーレ 1827年
- 2時間で8ヶ月 1827年
- サールダムの市長 1827年
- 劇場の都合 1827年
- 追放されたローマ人 1828年
- リヴァプールの隠れ家 1828年ナポリ（『リヴァプールのエミリア』改作）
- ゴルコンダの女王アリーナ 1828年
- カレのジャンニ 1828年
- パーリア 1829年
- カーニヴァルの木曜日 1829年
- ケニルウォース城のエリザベッタ 1829年
- 気違いのふりをする人たち 1830年
- 大洪水 1830年（1834年改訂）
- ランベルタッツィのイメルダ 1830年
- アンナ・ボレーナ 1830年
- 劇場の好不都合 1831年（『劇場の都合』改作）
- パリのジャンニ 1831年
- フォアのフランチェスカ 1831年
- 女流小説家とどろぼう 1831年
- ファウスタ 1832年
- パリのウーゴ伯爵 1832年
- 愛の妙薬 1832年
- カスティーリャのサンチャ 1832年
- サン・ドミンゴ島の狂人 1833年
- パリジーナ 1833年
- トルクァート・タッソー 1833年
- ルクレツィア・ボルジア 1833年
- イングランドのロスモンダ 1834年
- マリア・ストゥアルダ 1834年
- ブオンデルモンテ 1834年
- ヴェルジーのジェンマ 1834年
- マリーノ・フェリエーロ 1835年
- ランメルモールのルチア 1835年
- ベリザーリオ（英語版） 1836年
- 夜の呼び鈴 1836年
- ベトリー 1836年
- カレの包囲 1836年
- ピーア・デ・トロメイ 1837年
- ロベルト・デヴリュー 1837年
- ルデンツ家のマリア 1838年
- ポリウト 1838年
- 連隊の娘 1839年
- ニシドの天使 1839年（未完）
- 殉教者（英語版） 1840年（『ポリウト』改作）
- ラ・ファヴォリート 1840年
- アデリア 1841年
- リータ（英語版） 1841年
- マリア・パディッラ 1841年
- シャモニーのリンダ（英語版） 1842年
- ドン・パスクワーレ 1843年
- ロアン家のマリア 1843年
- ドン・セバスティアン（英語版） 1843年
- カテリーナ・コルナーロ（英語版） 1844年

### その他
- レクイエム 1837年作曲 - ヴィンチェンツォ・ベッリーニの追悼用に作曲。
- 弦楽四重奏曲19曲、協奏曲、シンフォニア、合唱曲などを多数残している。これは、恩師のマイールの指導によるところが大きい。
- ポジリポの夏の夜（Nuits d'ete a Pausilippe）、ウィーンの印象（Ispirazioni viennesi） - 歌曲集（二重唱を含む）。

## ドニゼッティの兄について

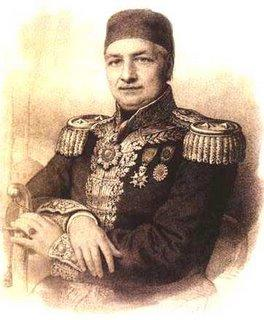
ジュゼッペ・ドニゼッティ

ガエターノの兄ジュゼッペ（Giuseppe Donizetti, 1788年 - 1856年）は、当初は軍人としてオスマン帝国に駐在したが、その後は軍楽隊の洋楽教師となった。後にオスマン帝国の事実上の国歌となったマーチなどを作曲し、その功によりパシャの称号を与えられた。